# Singles número um na Pop Songs em 2017
A lista abaixo apresenta os singles número um na Pop Songs em 2017. A tabela é publicada semanalmente pela Billboard, que classifica as canções mais tocadas nas rádios contemporary hit radio — comumente denominadas de pop — nos Estados Unidos, com base em dados recolhidos pela Nielsen Broadcast Data Systems (Nielsen BDS).

## Histórico
| Data            | Canção                            | Artista(s)                                  | Referência(s) |
| --------------- | --------------------------------- | ------------------------------------------- | ------------- |
| 7 de janeiro    | "Side to Side"                    | Ariana Grande com Nicki Minaj               | [ 2 ]         |
| 14 de janeiro   | "Side to Side"                    | Ariana Grande com Nicki Minaj               | [ 3 ]         |
| 21 de janeiro   | "Side to Side"                    | Ariana Grande com Nicki Minaj               | [ 4 ]         |
| 28 de janeiro   | "Don't Wanna Know"                | Maroon 5 com Kendrick Lamar                 | [ 5 ]         |
| 4 de fevereiro  | "Scars to Your Beautiful"         | Alessia Cara                                | [ 6 ]         |
| 11 de fevereiro | "Scars to Your Beautiful"         | Alessia Cara                                | [ 7 ]         |
| 18 de fevereiro | "Bad Things"                      | Machine Gun Kelly e Camila Cabello          | [ 8 ]         |
| 25 de fevereiro | "Bad Things"                      | Machine Gun Kelly e Camila Cabello          | [ 9 ]         |
| 4 de março      | "Shape of You"                    | Ed Sheeran                                  | [ 10 ]        |
| 11 de março     | "Shape of You"                    | Ed Sheeran                                  | [ 11 ]        |
| 18 de março     | "Shape of You"                    | Ed Sheeran                                  | [ 12 ]        |
| 25 de março     | "Shape of You"                    | Ed Sheeran                                  | [ 13 ]        |
| 1º de abril     | "Shape of You"                    | Ed Sheeran                                  | [ 14 ]        |
| 8 de abril      | "Shape of You"                    | Ed Sheeran                                  | [ 15 ]        |
| 15 de abril     | "Shape of You"                    | Ed Sheeran                                  | [ 16 ]        |
| 22 de abril     | "Shape of You"                    | Ed Sheeran                                  | [ 17 ]        |
| 29 de abril     | "Shape of You"                    | Ed Sheeran                                  | [ 18 ]        |
| 6 de maio       | "That's What I Like"              | Bruno Mars                                  | [ 19 ]        |
| 13 de maio      | "That's What I Like"              | Bruno Mars                                  | [ 20 ]        |
| 20 de maio      | "That's What I Like"              | Bruno Mars                                  | [ 21 ]        |
| 27 de maio      | "Something Just Like This"        | The Chainsmokers e Coldplay                 | [ 22 ]        |
| 3 de junho      | "Something Just Like This"        | The Chainsmokers e Coldplay                 | [ 23 ]        |
| 10 de junho     | "Stay"                            | Zedd e Alessia Cara                         | [ 24 ]        |
| 17 de junho     | "Stay"                            | Zedd e Alessia Cara                         | [ 25 ]        |
| 24 de junho     | "Stay"                            | Zedd e Alessia Cara                         | [ 26 ]        |
| 1º de julho     | "Stay"                            | Zedd e Alessia Cara                         | [ 27 ]        |
| 8 de julho      | "Stay"                            | Zedd e Alessia Cara                         | [ 28 ]        |
| 15 de julho     | "Stay"                            | Zedd e Alessia Cara                         | [ 29 ]        |
| 22 de julho     | "Despacito"                       | Luis Fonsi e Daddy Yankee com Justin Bieber | [ 30 ]        |
| 29 de julho     | "Despacito"                       | Luis Fonsi e Daddy Yankee com Justin Bieber | [ 31 ]        |
| 5 de agosto     | "Despacito"                       | Luis Fonsi e Daddy Yankee com Justin Bieber | [ 32 ]        |
| 12 de agosto    | "Despacito"                       | Luis Fonsi e Daddy Yankee com Justin Bieber | [ 33 ]        |
| 19 de agosto    | "Despacito"                       | Luis Fonsi e Daddy Yankee com Justin Bieber | [ 34 ]        |
| 26 de agosto    | "There's Nothing Holdin' Me Back" | Shawn Mendes                                | [ 35 ]        |
| 2 de setembro   | "There's Nothing Holdin' Me Back" | Shawn Mendes                                | [ 36 ]        |
| 9 de setembro   | "Attention"                       | Charlie Puth                                | [ 37 ]        |
| 16 de setembro  | "Attention"                       | Charlie Puth                                | [ 38 ]        |
| 23 de setembro  | "Attention"                       | Charlie Puth                                | [ 39 ]        |
| 30 de setembro  | "Attention"                       | Charlie Puth                                | [ 40 ]        |
| 7 de outubro    | "Slow Hands"                      | Niall Horan                                 | [ 41 ]        |
| 14 de outubro   | "Strip That Down"                 | Liam Payne com Quavo                        | [ 42 ]        |
| 21 de outubro   | "Strip That Down"                 | Liam Payne com Quavo                        | [ 43 ]        |
| 28 de outubro   | "Look What You Made Me Do"        | Taylor Swift                                | [ 44 ]        |
| 4 de novembro   | "Sorry Not Sorry"                 | Demi Lovato                                 | [ 45 ]        |
| 11 de novembro  | "Feel It Still"                   | Portugal. The Man                           | [ 46 ]        |
| 18 de novembro  | "Feel It Still"                   | Portugal. The Man                           | [ 47 ]        |
| 25 de novembro  | "Feel It Still"                   | Portugal. The Man                           | [ 48 ]        |
| 2 de dezembro   | "Thunder"                         | Imagine Dragons                             | [ 49 ]        |
| 9 de dezembro   | "Havana"                          | Camila Cabello com Young Thug               | [ 50 ]        |